# Loxops mana
El akikiki de Hawái o trepador hawaiano (en hawaiano: ʻalawī) (Loxops mana) es una especie de ave paseriforme de la familia Fringillidae. Es endémica de la isla de Hawái. 
Está amenazado por las enfermedades, la pérdida de hábitat y la depredación por animales introducidos. Habita en bosques secos y montanos en elevaciones de 1000 y 2300 metros.